# Sangak
Il sangak (in persiano سنگک‎; in azero səngək; in curdo sengek‎) è un tipo di pane basso della cucina iraniana. Esso ha un impasto sottile e lungo. La sua forma triangolare è data dalla cottura su un piano inclinato.

## Storia ed etimologia
L'origine del nome è data dalla parola sang, che in persiano significa "pietra". Il termine viene menzionato per la prima volta nel dizionario Burhan-i Qati del 1683 di Khalaf Tabrizi, che lo definisce "un pane cotto su pietre calde".
Nel calendario del comitato dei fornai iraniani del 10 maggio 1947 è presente una leggenda secondo cui ʿAbbās I il Grande, avendo visto le sue truppe in difficoltà, si sarebbe consultato con la sua corte per far fronte al problema della mancanza di pane. Il consigliere Bahāʾ al-dīn al-ʿĀmilī avrebbe quindi suggerito di costruire dei forni che sarebbero stati riempiti di ciottoli caldi, in modo da poter introdurre più pagnotte contemporaneamente. Ciò avrebbe portato alla creazione dei sangakis, i forni che producevano il sangak.
In contrasto a questa leggenda andrebbe il ritrovamento di un forno contenente ciottoli nei pressi del castello di Iraj presso la città di Varamin. Ciò farebbe pensare che il sangak esistesse già nell'Iran preislamico.
In passato, la farina adoperata per il sangak veniva prodotta da mulini in pietra. Il grano più usato era quello bianco, in quanto questo colore era ritenuto più adatto per il pane. In tempi più moderni, essa viene prodotta in mulini a cilindri tramite un processo che permette di ottenere un tipo di farina molto simile a quella tradizionalmente usata in passato.

## Preparazione
Il sangak viene cotto in un forno tradizionalmente alto con una piccola apertura, contenente al suo interno una superficie di ghiaia pendente verso l'alto sulla quale viene steso l'impasto ancora bagnato. Una volta cotto, il pane acquista una certa ruvidità sul lato inferiore che è data dalle pietre roventi su cui è stato cotto. Dopo la cottura esso viene generalmente appeso con un chiodo oppure steso su una griglia.
Nelle grandi città iraniane vi sono dei forni più moderni che al posto delle pietre possiedono delle righe di piccoli dossi di produzione industriale. Ciò permette al pane di cuocere più velocemente e di acquisire una forma più regolare.

## Riferimenti nella letteratura iraniana
Il poeta Mohammad-Hossein Shahriar descrive la preparazione del sangak in una poesia dedicata a un panettiere. Egli inoltre elogia le qualità dei fornai: 
()